# Weiss (virksomhed)
Weiss var en tysk, senere dansk-ejet, virksomhed, der fremstillede kedelsystemer og forbrændingsanlæg til biomasse og affald. 
Virksomheden blev oprindeligt stiftet i Tyskland i 1922 af brøderne Weiss i Dillenburg i Hessen. Virksomheden fremstillede forbrændingssystemer til fast brændsel. Virksomheden blev i 1987 købt af den danske virksomhed Nordfab A/S. På dette tidspunkt havde Weiss afdelinger i Vesttyskland, Frankrig og i Danmark. Nordfab A/S blev i 1991 overtaget af det A.P. Møller-Mærsk ejede DISA A/S. Den daværende ledelse i Weiss købte i 1996 Nordfabs energiafdeling, som herefter blev drevet videre under navnet Weiss A/S. Weiss A/S etablerede i 1998 produktion i Polen. Weiss A/S blev i 2009 opkøbt af investeringsselskabet Envikraft Invest A/S. Virksomheden havde på daværende tidspunkt i Danmark afdelinger i Hadsund og i Odense. Aktiemajoriteten i Envikraft Invest A/S blev i 2013 solgt til kapitalfonden Odin Equity Partners. I 2015 lukkede Weiss afdelingen i Odense og den danske produktion blev flyttet til Polen.
Weiss A/S gik i 2017 konkurs og aktiviteterne afviklet. Selskabet havde på daværende tidspunkt 220 medarbejdere, heraf 65 på hovedkontoret i Hadsund. Året inden havde virksomheden nået en omsætning på 210 mio. kr., men med et underskud på 61,8 mio. kr. Viksomhedens aktiviteter blev ved konkursen solgt fra.
I Danmark blev serviceaktiviteterne overtaget af Weiss ApS, der med et begrænset antal ansatte driver serviceaktiviteter knyttet til de solgte anlæg.